# گرو-مکاتینا، کبک
گرو-مکاتینا (به فرانسوی: Gros-Mécatina) شهری در منطقه شهری خلیج سن-لوران ناحیه کوت-نور در استان کبک کانادا است. در سرشماری سال ۲۰۱۱ این شهر ۵۳۸ نفر جمعیت داشته‌است و مساحت آن ۹۶۱٫۴۶ کیلومتر مربع است.